# Erlik
 (mai 2024).
La mise en forme du texte ne suit pas les recommandations de Wikipédia : il faut le « wikifier ».
Les points d'amélioration suivants sont les cas les plus fréquents. Le détail des points à revoir est peut-être précisé sur la page de discussion.
- Les titres sont pré-formatés par le logiciel. Ils ne sont ni en capitales, ni en gras.
- Le texte ne doit pas être écrit en capitales (les noms de famille non plus), ni en gras, ni en italique, ni en « petit »…
- Le gras n'est utilisé que pour surligner le titre de l'article dans l'introduction, une seule fois.
- L'italique est rarement utilisé : mots en langue étrangère, titres d'œuvres, noms de bateaux, etc.
- Les citations ne sont pas en italique mais en corps de texte normal. Elles sont entourées par des guillemets français : « et ».
- Les listes à puces sont à éviter, des paragraphes rédigés étant largement préférés. Les tableaux sont à réserver à la présentation de données structurées (résultats, etc.).
- Les appels de note de bas de page (petits chiffres en exposant, introduits par l'outil «  Source ») sont à placer entre la fin de phrase et le point final[comme ça].
- Les liens internes (vers d'autres articles de Wikipédia) sont à choisir avec parcimonie. Créez des liens vers des articles approfondissant le sujet. Les termes génériques sans rapport avec le sujet sont à éviter, ainsi que les répétitions de liens vers un même terme.
- Les liens externes sont à placer uniquement dans une section « Liens externes », à la fin de l'article. Ces liens sont à choisir avec parcimonie suivant les règles définies. Si un lien sert de source à l'article, son insertion dans le texte est à faire par les notes de bas de page.
- La présentation des références doit suivre les conventions bibliographiques. Il est recommandé d'utiliser les modèles {{Ouvrage}}, {{Chapitre}}, {{Article}}, {{Lien web}} et/ou {{Bibliographie}}. Le mode d'édition visuel peut mettre en forme automatiquement les références.
- Insérer une infobox (cadre d'informations à droite) n'est pas obligatoire pour parachever la mise en page.

Pour une aide détaillée, merci de consulter Aide:Wikification.
Si vous pensez que ces points ont été résolus, vous pouvez retirer ce bandeau et améliorer la mise en forme d'un autre article.

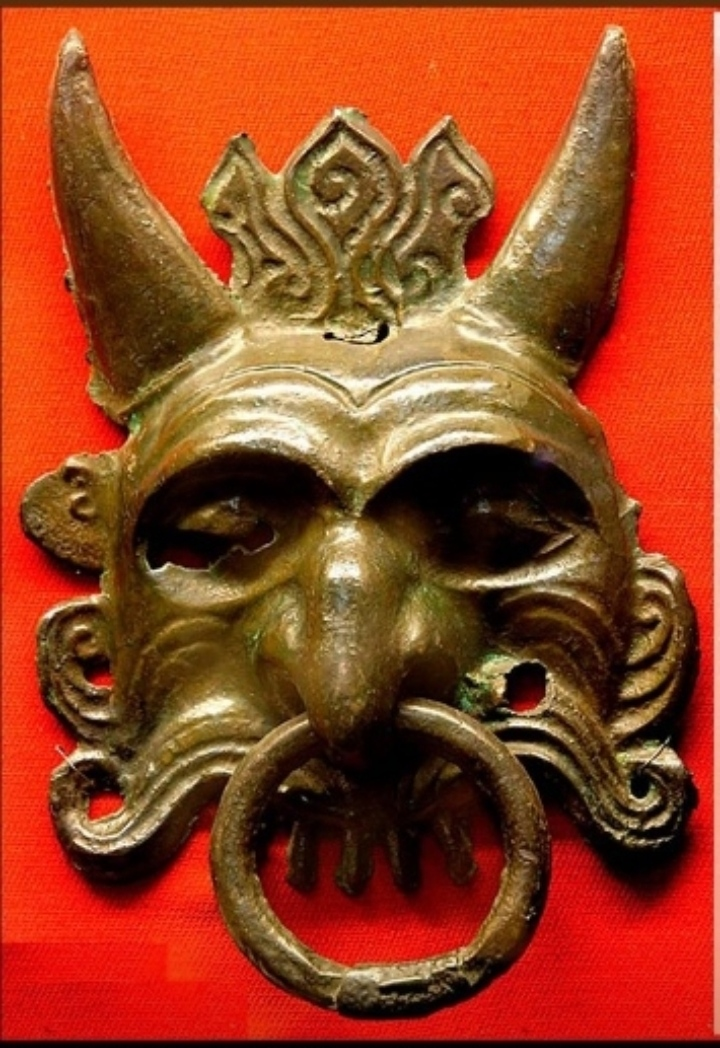
Heurtoir de porte en forme d'Erlik.

Erlik, Erlig, Erlik Khan, Erleg ou Yerleg (mythologie magyare équivalente à Ördög ) est le dieu de la mort et des enfers, parfois appelé Tamag (enfer) dans la mythologie turque. Er (ou yer ) signifie la Terre, au fond de laquelle Erlik vit. Depuis les enfers, Erlik fait naître la mort, la peste et les mauvais esprits pour tourmenter les humains et emmener leurs âmes dans son royaume. Étant donné que le Tengrisme n'est pas basé sur un corpus écrit mais englobe la vie spirituelle expérimentée des peuples turciques, il n'y a pas de croyances unanimes parmi tous ceux ci. Erlik a déjà été mentionné dans les Inscriptions de l'Orkhon et montre un modèle cohérent en tant que seigneur des enfers parmi les systèmes de croyance turciques.

## Légendes
Dans la mythologie turque, Erlik a participé à la création de l’humanité. Il a tué le dieu messager, Maidere/Maydere, et est un enseignant du péché. Il est parfois représenté par un ours totémique.
Dans la mythologie turque, Erlik était la divinité du mal, des ténèbres, le seigneur du monde inférieur et le juge des morts. Erlik est un frère d'Ülgen, ils sont tous deux issus de Kayra (Tengere Kayra Khan). Il veut être l'égal d'Ulgen, il crée sa propre terre et a été envoyé dans la prison de la 9ème couche de la terre et s'est opposé au monde supérieur, le royaume de la lumière. Selon les Khakas, Erlik réside dans le monde souterrain le plus profond, dans un palais de cuivre avec des meubles en or.
Selon une légende de l'Altaï, Erlik a créé les esprits (Iye ) alors qu'il était encore au paradis. Erlik et ses esprits furent chassés et tombèrent ensemble sur terre lorsqu'il revendique la divinité pour lui-même. Une autre légende du peuple de l'Altaï raconte que Dieu (Tengri) a doté Erlik d'un marteau et d'une enclume, mais lui a retiré son pouvoir lorsqu'Erlik créait le mal avec.
Selon une autre légende, enregistrée par Vasily Radlov, Dieu a ordonné au premier Homme de plonger dans l'eau et de retirer une poignée de terre du fond de la mer. Le premier humain, cependant, souhaitait cacher un peu de terre afin de créer plus tard son propre monde. Mais la terre dans sa bouche a poussé et il l'a crachée. Kayra, qui conçoit le monde dans cette légende, chassa le premier humain du royaume céleste comme moyen de punition et le nomma ainsi Erlik.
Dans un autre récit encore, les gens étaient immortels avant l’avènement d’Erlik. Les hommes et les animaux ont surpeuplé le monde, jusqu'à ce qu'un corbeau suggère d'invoquer la Mort dans le monde. Alors les gens convoquèrent Erlik, après quoi la mort survint. Premièrement, tous les gens savaient quand ils allaient mourir et vivaient donc dans la peur, jusqu'à ce que Tengri cache la date de leur décès.

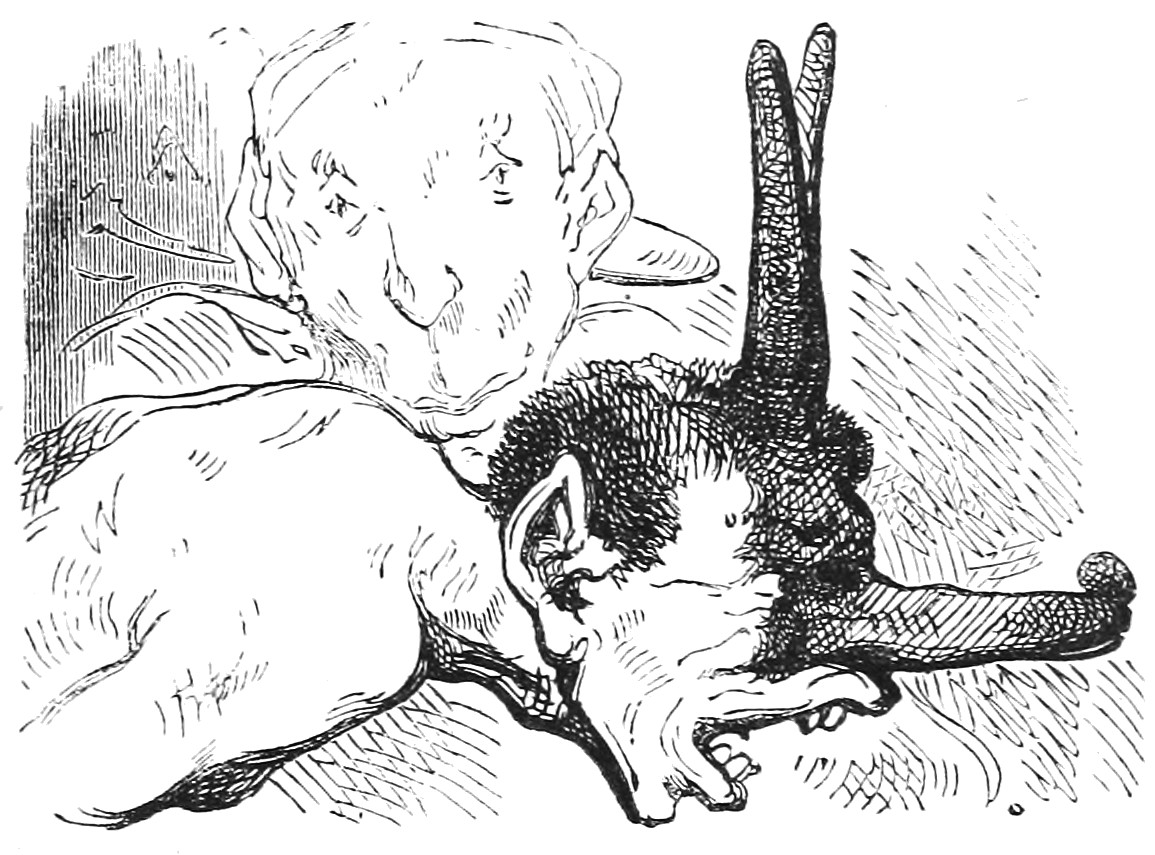
Erlik selon Louis le Breton

Les mauvais esprits créés par Erlik causent malheur, maladie et mort à l'humanité. Ces esprits sont imaginés comme des assistants d'Erlik. En plus de cela, ses neuf fils et filles aident leur père dans la voie du mal. Les filles d'Erlik tentent particulièrement de faire changer d'avis un chaman alors qu'il tente d'atteindre Ulgen avec leurs beautés. Erlik donne toutes sortes de maladies et veut des sacrifices de la part du peuple. S'ils ne s'éxecutent pas, il attrape les cadavres des personnes qu'il a tuées et les emmène dans le monde inférieur, puis en fait ses esclaves. Ainsi, surtout dans les Altaïs, lorsque la maladie apparaît, les gens ont peur d'Erlik et lui font de nombreux sacrifices d'animaux.
Dans les prières des chamans, Erlik est décrit comme un monstre ayant le visage et les dents d'un porc assemblés à un corps humain. Outre son visage, c'est un vieil homme au corps bien bâti, aux yeux, sourcils et moustache noirs.
Selon les Dolgans, Erlik a emmené les mammouths aux enfers. Chaque fois qu’ils tentent de remonter à la surface, ils meurent de froid en guise de punition.
Le dinosaure Erlikosaurus porte son nom.

## Enfants d'Erlik
Erlik a neuf fils, nommés Karaoğlanlar (« garçons noirs »). Il s'agit de Karash Khan, Matır Khan, Shingay Khan, Komur Khan, Badish Khan, Yabash Khan, Temir Khan, Uchar Khan et Kerey Khan. Il a également neuf filles, nommées Karakızlar (« filles noires »), dont les noms sont inconnus.

### Les Karaoghlan
Ce sont les fils d'Erlik.
1. Karash Han : Le dieu des ténèbres.
2. Matyr Han : Le dieu du courage et de la bravoure.
3. Shyngay Han : Le dieu du chaos.
4. Komur Han : Le dieu du mal.
5. Badysh Han : Le dieu du désastre.
6. Yabash Han : Le dieu de la défaite.
7. Temir Han : Le dieu du fer et des mines.
8. Uchar Han : Le dieu des informateurs.
9. Kerey Han : Le dieu de la discorde.

## Dans les pratiques religieuses
Erlik était vénéré dans certaines religions traditionnelles de Sibérie et d'Asie centrale, notamment par les Bouriates. Erlik étant considéré comme le maître des démons et du monde souterrain, des sacrifices lui sont offerts pour se débarrasser de maladies ou pour le bien des personnes qui entreront dans le monde souterrain après leur mort. D'autres personnes sacrifient à Erlik pour obtenir un rang plus élevé dans son monde souterrain. Les chamans qui vénèrent Erlik sont appelés chamans noirs (kara kam). Leur pratique est généralement mal vue, car ils négocient avec des esprits démoniaques. Erlik ne peut pas réclamer toutes les âmes, mais seulement les mauvaises. Lorsqu'une personne meurt, Erlik envoie un kormos (une sorte de fantôme) pour prendre l'âme, tandis que le ciel envoie un esprit pour transporter l'âme au ciel. L'alignement de l'âme détermine l'issue de la lutte entre ces deux esprits. Selon Verbitski, les sources turques rapportent que Dieu a dit un jour à Erlik :
"Or, tu as été un pécheur. Tu as pensé du mal contre moi. Même les gens qui te croient penseront du mal. Les gens qui m'obéissent seront propres et purs. Ils verront le soleil. Dans l'avenir, ton nom sera Erlik, les gens qui me cachent leurs péchés seront ton public ; les gens qui te cachent leurs péchés seront mon public" (Verbitski 1903 : 102-103 ; İnan 1972 : 19-21).
Si certains spécialistes estiment qu'Erlik évoque une sorte de dualisme entre le ciel divin et la terre basse dans la cosmologie tengriste, d'autres soutiennent Ulgen et Erlik sont deux souverains aux côtés de Tengri, représentant respectivement le bien et le mal.

## Voir également
- Ahriman
- Azazel
- Hadès
- Erlikosaurus
- Lucifer

## Citations
1. ↑  Bukharaev, R. (2014). Islam in Russia: The Four Seasons. Vereinigtes Königreich: Taylor & Francis. p. 78
2. 1 2  Burnakov, V. A. "Erlik khan in the traditional worldview of the khakas." Archaeology, Ethnology and Anthropology of Eurasia 39.1 (2011): 107-114.
3. ↑  Coban, Ramazan Volkan. Türk Mitolojisinde Kötülük Tanrısı Erlik'in İnanıştaki Yeri, Tasviri ve Kökeni (Turkish)
4. ↑  The Common and the Specific in the Central Asian Epic // Social Sciences. Vol. 4. № 2 (12), 1973, p. 94—104.
5. ↑  Fuzuli Bayat Türk Mitolojik Sistemi 2: Kutsal Dişi – Mitolojik Ana, Umay Paradigmasında İlkel Mitolojik Kategoriler – İyeler ve Demonoloji Ötüken Neşriyat A.Ş 2016  (ISBN 9786051554075) (Turkish)
6. ↑  IŞIK, TOPRAK, and SEHER CESUR KILIÇASLAN. "WOMEN IN TURKIC MYTHOLOGY." Academic International Conference on Social Sciences and Humanities. 2017.
7. ↑  Kara, Mehmet, and Ersin Teres. "Some Similar and Parallel Points Between the Turkic Legendary “Creation” and Similar Texts of Japan." p.194
8. ↑  Sagandykova, A. B., et al. "The ancient turkic model of death mythology." The Social Sciences (Pakistan) 11.9 (2016): 2273-2284.
9. ↑  Raimovna, Pardaeva Dilfuza. "Mythology and Turkic Literature of the Middle Ages." Middle European Scientific Bulletin 19 (2021): 115-119.
10. ↑  R. Barsbold və A. Perle, 1980, Acta Palaeontologica Polonica 25(2): səh. 187-195
11. ↑  Türk Söylence Sözlüğü (Turkish Mythological Dictionary), Deniz Karakurt, (OTRS: CC BY-SA 3.0)
12. ↑  Marjorie Mandelstam Balzer Shamanism: Soviet Studies of Traditional Religion in Siberia and Central Asia: Soviet Studies of Traditional Religion in Siberia and Central Asia Routledge, 22.07.2016  (ISBN 9781315487243) p. 63
13. ↑  Marjorie Mandelstam Balzer Shamanism: Soviet Studies of Traditional Religion in Siberia and Central Asia: Soviet Studies of Traditional Religion in Siberia and Central Asia Routledge, 22. Juli 2016,  (ISBN 978-1-315-48724-3) S. 63
14. ↑  Turkish Myths Glossary (Türk Söylence Sözlüğü), Deniz Karakurt(in Turkish)
15. ↑  Kara, Mehmet, and Ersin Teres. "Some Similar and Parallel Points Between the Turkic Legendary “Creation” and Similar Texts of Japan."
16. ↑  Alıcı, Mustafa. "The Idea of God in Ancient Turkish Religion According to Raffaele Pettazzoni A Comparison with the Turkish Historian of Religions Hikmet Tanyu." (2011). p.149